# Legrand
Legrand – francuska grupa przemysłowa historycznie założona w Limoges w Limousin i będąca jednym ze światowych liderów w dziedzinie produktów i systemów do instalacji elektrycznych i sieci informatycznych.
Legrand rozwija się poprzez ponad 140 ukierunkowanych przejęć na całym świecie, stając się światowym liderem w dziedzinie sprzętu elektrycznego, z ponad 215 000 referencji produktów, lokalizacjami w 90 krajach i sprzedażą w 180 krajach w 2017 roku na pięciu kontynentach. W 2011 roku Legrand był numerem 1 na świecie w dziedzinie złączy i przełączników z 20% udziałem w rynku światowym oraz numerem 1 na świecie w zarządzaniu kablami (15% rynku światowego) i wygenerował 76% swojej sprzedaży zagranicznej (35% w krajach wschodzących kraje).